# Plataforma de gelo Jelbart
A plataforma de gelo Jelbart é uma plataforma de gelo de cerca de 40 milhas náuticas (70 km) de largura, situada de frente para a costa da Terra da Rainha Maud, na Antártida, na direção norte da cordilheira Giaever. Foi mapeada por cartógrafos noruegueses a partir de pesquisas e fotografias aéreas da Expedição Antártica Norueguesa-Britânica-Sueca (NBSAE) (1949–1952) e recebeu o nome de John E. Jelbart, um observador australiano da expedição que morreu afogado próximo à Estação Maudheim em 24 de fevereiro de 1951.